# Чжан Болин

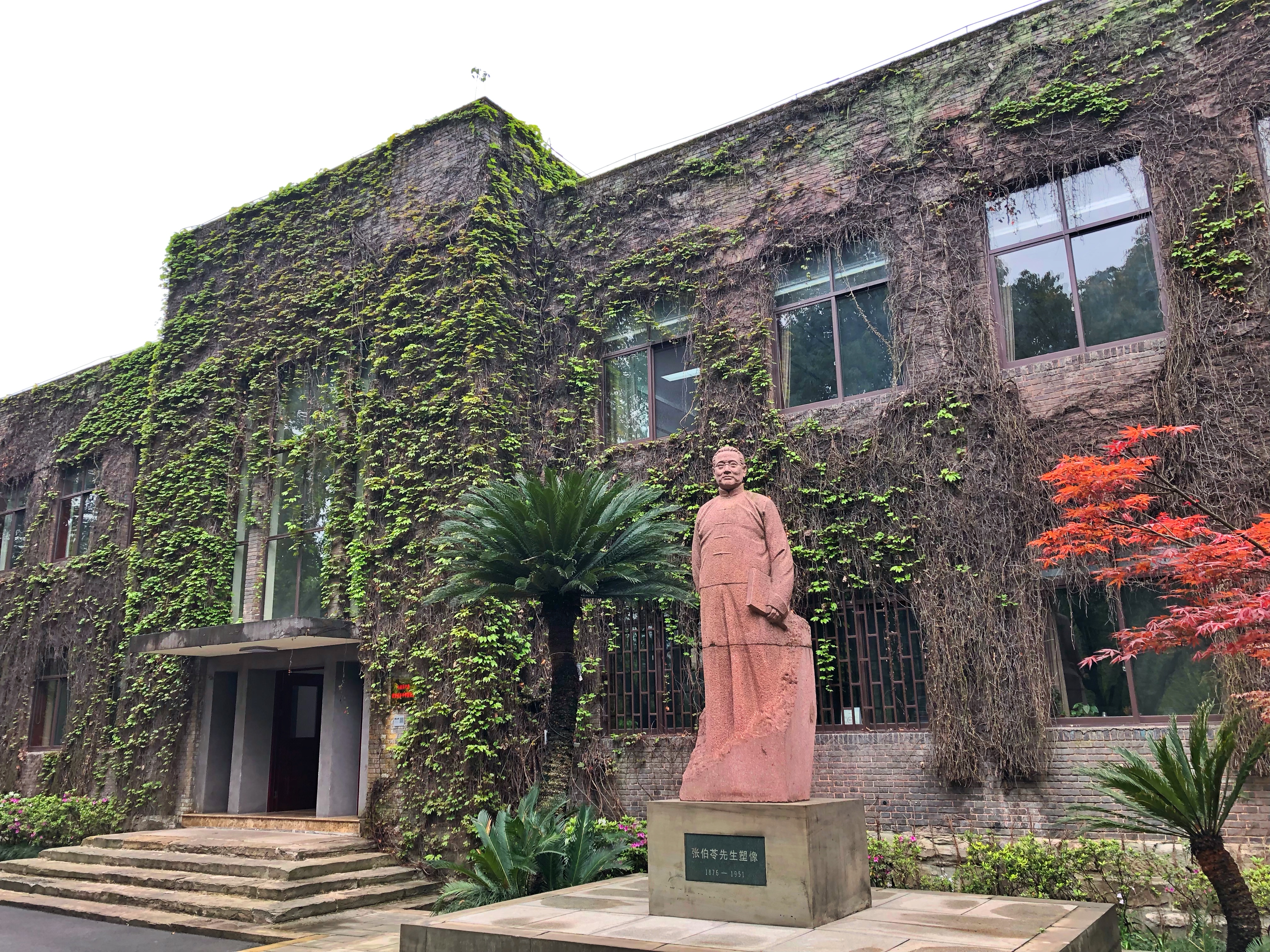
Памятник Чжан Болину

Чжан Болин (кит. 张伯苓; 5 апреля 1876, Тяньцзинь, Империя Цин – 23 февраля 1951 там же, КНР) – видный китайский педагог, основатель уникальной педагогической  системы, просветитель, создатель Нанькайского университета и  Нанькайской средней школы.  Спортивный активист и политик.
На основании западных педагогических методов, но применяясь к современным условиям жизни в Китае, он создал новую образовательную концепцию и воспитал целую плеяду талантливых кадров. Чжан Болин прославился как великий педагог новой эпохи Китая.

## Биография
Брат драматурга Чжан Пэнчуня.
Чжан Болин окончил военно-морскую академию в 1895 г. Служил на Бэйянском флоте.
Окончил Колумбийском университете в США, получил почётные докторские степени в Шанхайском университете и Колумбийском университете в США.
Ректор Нанькайского университета (1919–1948). 
Считается «отцом современного спорта Китая». Пионер китайского олимпийского движения.
Один из инициаторов Дальневосточных игр, принял участие во втором, третьем, пятом, восьмом и девятом состязаниях и был руководителем генеральной китайской делегации на втором, третьем и девятом состязаниях, и генеральным судьей на третьем и пятом состязаниях.  Благодаря его участию, Китай впервые присоединился к официальному международному соревнованию.
Был депутатом первого Национального собрания. Заместителем председателя Национального комитета Китайской народной политической консультативной конференции.